# Rue Laferrière
La rue Laferrière est une voie du 9e arrondissement de Paris, en France.

## Situation et accès
La rue Laferrière est une voie publique située dans le 9e arrondissement de Paris. Elle débute au 18, rue Notre-Dame-de-Lorette et se termine au 2, rue Henry-Monnier.

## Origine du nom

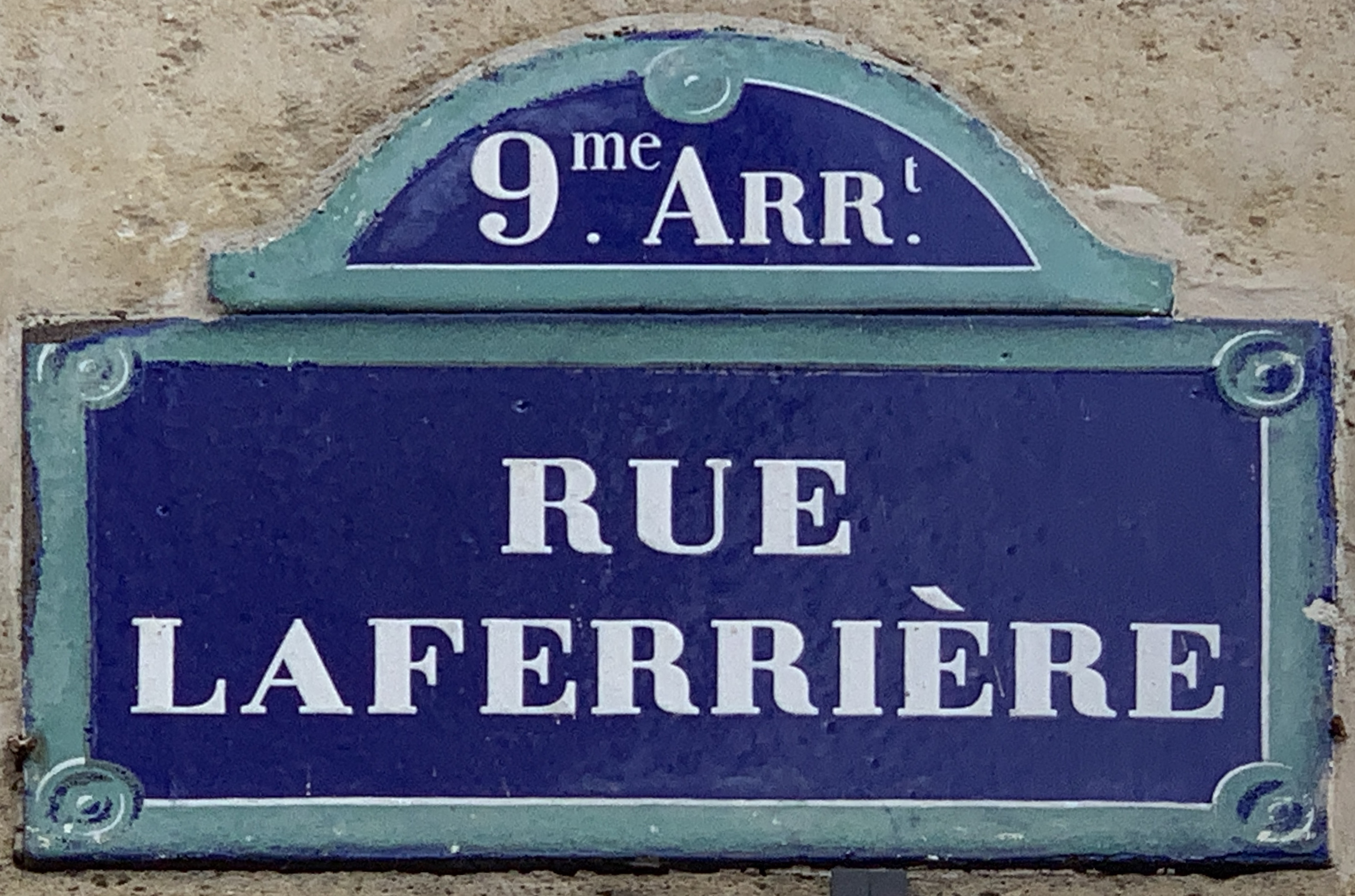
Plaque de la rue.

Elle porte le nom du général français de la Révolution et de l'Empire Louis Marie Levesque de Laferrière (1776-1834).

## Historique
Cette voie, en forme de demi-cercle, est ouverte sans autorisation en 1832, sur les terrains appartenant à MM. Dosne, Loignon, Censier et Constantin, sous le nom de « passage Laferrière », à la suite d'une délibération de l'état-major de la Garde nationale de l'ancien 2e arrondissement de Paris.
N'étant pas reconnue comme une voie publique, un arrêté préfectoral, en date du 7 décembre 1840, en prescrit la fermeture. Elle fut finalement autorisée en tant que passage public, sous certaines clauses et conditions, en vertu d'une ordonnance de police du 3 mars 1851.
Elle est incorporée à la voirie publique de Paris par décret du 18 février 1880.
En 1882, la voie est renommée « rue Laferrière » par arrêté du 31 janvier 1882.

## Bâtiments remarquables et lieux de mémoire
No 2 bis : église orthodoxe des saints Constantin et Hélène, créée en 1936 et rénovée en 1971, une paroisse de la métropole orthodoxe grecque de France, rattachée canoniquement au patriarcat œcuménique de Constantinople.
No 3 : ancienne maison close Chez Marthe.
No 12 : maison natale du poète Stéphane Mallarmé, né le 18 mars 1842.
No 16 : ancienne maison close Chez Marie-Louise.
No 17 : bar lesbien Entre-Nous tenu par Jane Stick de 1955 à 1964.